# Liste der äquatorialguineischen Botschafter in Spanien
Die Botschafterin in Madrid ist regelmäßig bei den Regierungen in Athen, Sofia, Nikosia, Rom, der FAO und beim Heiligen Stuhl akkreditiert.

## Geschichte
- Bis 1979 befand sich die Botschaft in der Calle Valverde 11.
- Ab 1979 befand sie sich im Paseo de La Habana.
- Ab 1992 befand sich die Botschaft in der Calle Claudio Coello 91
- Seit 2005 befindet sich die Botschaft in der Avda. Pio XII nº 14

| Ernannt / Akkreditiert | Botschafter                    | Bemerkungen | Regierung von Äquatorialguinea | Regierung in Spanien         | Posten verlassen |
| ---------------------- | ------------------------------ | --- | ------------------------------ | ---------------------------- | ---------------- |
| 18. Juli 1969          | Esteban Nsué Ngomo             | [ 1 ] | Francisco Macías Nguema        | Francisco Franco             |                  |
| 28. Nov. 1979          | Alejandro Evuna Owono Asangono | (* Mongomo) 2014 Ministro de Estado de la Presidencia de la República Encargado de Misiones, seine Tochter war guinea-ecuatorian Ambassador to the Court of St James’s | Teodoro Obiang Nguema Mbasogo  | Adolfo Suárez                |                  |
| 26. Nov. 1983          | Luis Obiang Mengue             | 1996: diputado del gubarnamental Partido Democrático de Guinea Ecuatorial (PDGE)                                                                                       | Teodoro Obiang Nguema Mbasogo  | Felipe González              | 5. Feb. 1985     |
| 14. Dez. 1991          | Bruno Esono Ondo               | (Mongomo) | Teodoro Obiang Nguema Mbasogo  | Felipe González              |                  |
| 27. Sep. 1995          | Santiago Nchama                | [ 5 ] | Teodoro Obiang Nguema Mbasogo  | Felipe González              |                  |
| 1997                   | Pedro Elá Nguema Buna          | Schwager von Mbasogo Ministro Delegado de Asuntos Exteriores y Cooperación                                                                                             | Teodoro Obiang Nguema Mbasogo  | José María Aznar             |                  |
| Mai 2000               | Pastor Micha Ondo Bile         | [ 6 ] | Teodoro Obiang Nguema Mbasogo  | José María Aznar             | 2003             |
| 19. Sep. 2003          | José Elá Ebang Mbang           | (* Mongomo) Neffe von Mbasogo, 5. Mai 2005: Botschafter in Berlin, 2014: Botschafter in Kinshasa                                                                       | Teodoro Obiang Nguema Mbasogo  | José María Aznar             | 5. Mai 2005      |
| 5. Mai 2005            | Victoriana Mbasogo Mangue      | Geschäftsträgerin Vicky Nichte von Mbasogo, seit 1992 Botschaftssekretärin, Graue Eminenz                                                                              | Teodoro Obiang Nguema Mbasogo  | José Luis Rodríguez Zapatero | 25. Juni 2005    |
| 2006                   | Ignacio Milam Tang             | | Teodoro Obiang Nguema Mbasogo  | José Luis Rodríguez Zapatero | 8. Juni 2008     |
| 19. März 2010          | Narciso Edu Ntugu Abeso Oyana  | | Teodoro Obiang Nguema Mbasogo  | José Luis Rodríguez Zapatero | 27. Nov. 2012    |
| 24. Sep. 2013          | Purificación Angue Ondo        | 2000 bis 2005 Botschafterin in Yaoundé Kamerun, 2. Dezember 2005: Botschafterin in Washington, D.C.                                                                    | Teodoro Obiang Nguema Mbasogo  | Mariano Rajoy                |                  |